# Sparks (Nevada)
Sparks é uma cidade localizada no estado americano de Nevada, no condado de Washoe. Foi fundada em 1904.

## Geografia
De acordo com o United States Census Bureau, a cidade tem uma área de 93,1 km², onde 92,6 km² estão cobertos por terra e 0,4 km² por água.

### Localidades na vizinhança
O diagrama seguinte representa as localidades num raio de 20 km ao redor de Sparks.

## Demografia
Segundo o censo nacional de 2010, a sua população é de 90 264 habitantes e sua densidade populacional é de 974,6 hab/km². É a quinta cidade mais populosa de Nevada. Possui 36 455 residências, que resulta em uma densidade de 393,6 residências/km².